# Forêt de Stella
La forêt de Stella est un massif forestier au nord-est de la Corse. Elle occupe une superficie de 321,01 hectares. C'est une forêt territoriale, propriété de la Collectivité territoriale de Corse.

## Géographie

### Localisation
La forêt de Stella concerne six communes qui sont :
- Borgo : 33,343 0 ha,
- Campitello : 10,116 3 ha,
- Murato : 19,278 6 ha,
- Rutali : 101,803 9 ha,
- Scolca : 158,825 1 ha,
- Vignale : 12,640 0 ha.

La forêt est située au centre des communes précitées, éloignée de tous lieux habités. Elle est accessible depuis le nord, par une seule piste partant du village de Rutali et se terminant au « Bois de Stella ».

### Géologie
La forêt de Stella repose sur un socle appartenant à la série métamorphique des schistes à glaucophanes associés à des gabbros ainsi qu'à des serpentines. Elle s'étend presque entièrement sur les flancs septentrionaux d’un chaînon secondaire de la chaîne principale du massif du Monte Astu, un arc de cercle montagneux à la concavité tournée vers le nord, qui se rattache par son extrémité orientale à la dorsale schisteuse du cap Corse, débordant l'arête à l'est, sur Vignale et Borgo. 
Cette ligne de crête comporte, d’ouest en est, les points remarquables suivants : cima a u Spazzolu (1 234 m), cima di u Cutone (1 177 m), col de Foata (1 035 m), cima Serrale (1 096 m), pointe d’Evoli (1 152 m), cima des Taffoni (1 117 m), enfin Pietra Ellerata (888 m) au nord-est.

## Patrimoine naturel

### Natura 2000
Sites d'Intérêt Communautaire (Dir. Habitat)
Massif du Tenda et forêt de Stella
La forêt de Stella fait partie du site Natura 2000 FR9400598 « Massif de Tenda et forêt de Stella », Site d'intérêt communautaire dans le cadre de la mise en œuvre de la « directive Habitats, faune et flore ». D'une superficie de 3 055 ha, le SIC est inscrit à l'Inventaire national du patrimoine naturel sous la fiche FR9400598 - Massif du Tenda et forêt de Stella.
L’entité « forêt de Stella » comprend une partie basse composée de terrains privés et communaux, et une partie haute correspondant à la forêt territoriale de Stella, propriété de la collectivité territoriale de Corse.
La superficie officielle du site Natura 2000 est de 3 055,76 ha dont 2 080,15 ha pour le « secteur Tenda », et 975,61 ha pour le « secteur Stella » dont 341,70 ha pour la forêt territoriale de Stella.

## Essences
La forêt territoriale de Stella peut être rattachée à l’étage supra-méditerranéen inférieur avec des espèces à affinité plus mésophile. Dans la partie inférieure de la forêt on trouve les zones à chêne vert avec le houx, et dans les zones plus fraîches, les peuplements purs ou mélangés d’aulne de Corse avec l'if et le houx. La partie supérieure occidentale est principalement boisée en chêne sessile avec sous-étage de buis avec les stades de dégradation (disparition du chêne avec envahissement du buis, puis le faciès à fougère-aigle et enfin la lande à immortelle d’Italie sur lithosol).
Les essences présentes à Stella sont :
- Chêne vert 63 %,
- Chêne pubescent 20 %,
- Autres 17 %.

## Gestion
La forêt territoriale de Stella bénéficie du « régime forestier », un juridique spécifique particulier. Elle est gérée par l’Office National des Forêts qui en assure la surveillance, la rédaction des plans d’aménagement ainsi la mise en vente des produits forestiers.
La surface retenue pour sa gestion 2012-2031 est de 341,70 ha.

## Dangers
La forêt de Stella est très vulnérable au feu. Le risque incendie est élevé, il concerne 310 ha.
En 1989, un incendie de la forêt de Stella a détruit, outre des chênaies, un nombre important de châtaigniers âgés, qui avaient été plantés au cours du passé par l’homme en substitution à des chênaies. Les chênaies incendiées cette année là sont en cours de reconstitution.